# Скорлупа (фильм)
«Скорлупа» — последний оконченный художественный фильм молдавского кинорежиссёра Эмиля Лотяну в жанре музыкальной драмы. Премьера в России состоялась 12 июня 1999 года. Имел ограниченный прокат в 1993 году. Второе название фильма «Митинг на Старой Почте». В момент проб фильм планировали назвать «Королева Старой почты». 

## Сюжет
Музыкальная драма о жителях исторического района Кишинёва Старая Почта.
Жизнь одноэтажной окраины Старая Почта отличается от жизни бурлящего города. Подростки организуются в банды. Во главе одной из банд молодой автомеханик Шмекеру (от слова шмекер-хитрец), другую банду возглавляет Фофолета — местная королева красоты. Они поделили район на зоны влияния, где собирают пустые бутылки. Шмекеру влюбляется в Фофолету, но та улетает к жениху в Америку.
Вторая сюжетная линия о Великом Магистре, местном чудаке.

## В ролях
- Сильвиу Стэнкулеску — Великий Магистр
- Анатолий Палагнюк — Шмекеру
- Оксана Кичмаренко — Фофалета
- Эмиль Лотяну (сын режиссёра) — Пую
- Мирча Дьякону — лейтенант Осташку